# Leo Kottke

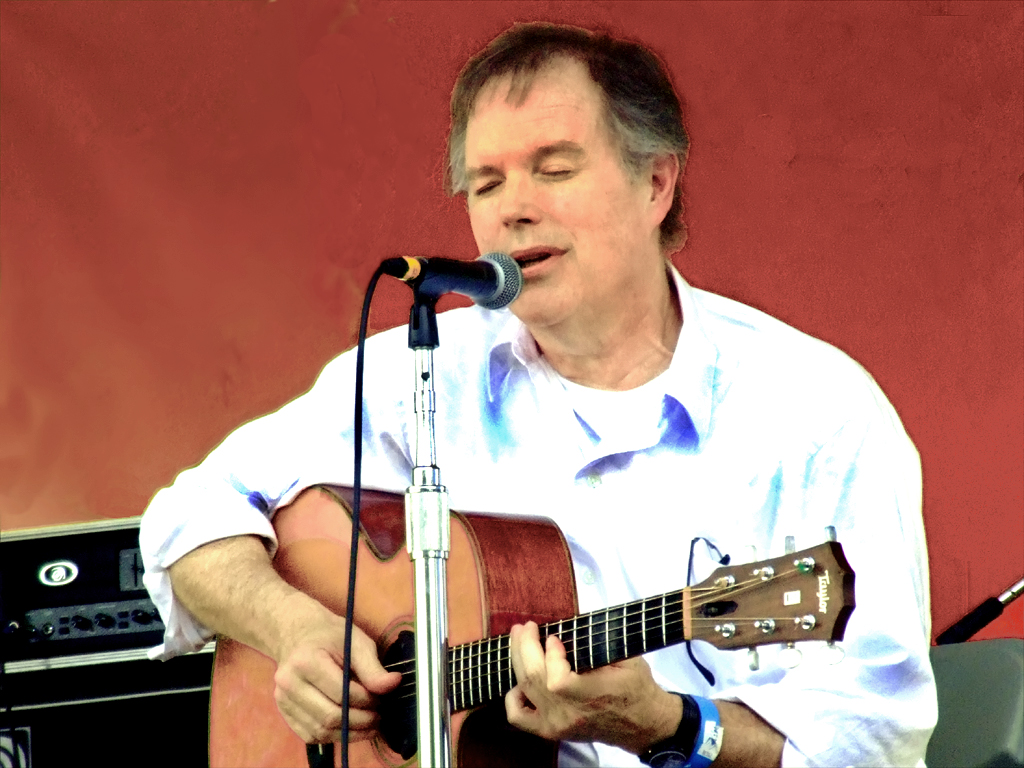
Leo Kottke på Clearwater Festival 2007

Leo Kottke, född 11 september 1945 i Athens i Georgia, är en amerikansk gitarrvirtuos som varit verksam sedan slutet av 1960-talet. 
Han spelar med en personlig och oefterhärmlig teknik som han lärt själv. Han har inspirerats av folkmusik, jazz, rock och klassisk musik och skapat en helt egen hybrid av dessa källor. Hans huvudinstrument är den 6-strängade akustiska gitarren av Westernmodell. Även 12-strängade gitarrer förekommer ofta i hans repertoar och av och till sjunger han med en mörk barytonstämma. Han är även känd för sina humoristiska monologer mellan sångerna. Han uppträdde ett antal gånger i Sverige på 1970-talet men har nu länge lyst med sin frånvaro här. I stället turnerar han relativt flitigt på den nordamerikanska kontinenten inför en entusiastisk beundrarskara. Han har spelat in ett stort antal skivor och samarbetat med andra artister till exempel Rickie Lee Jones.

## Diskografi
- 1968 – 12-String Blues
- 1970 – Circle Round the Sun
- 1971 – 6- and 12-String Guitar
- 1971 – Mudlark
- 1972 – Greenhouse
- 1973 – My Feet Are Smiling
- 1974 – Dreams and All That Stuff
- 1974 – Ice Water
- 1974 – Leo Kottke, John Fahey & Peter Lang
- 1975 – Chewing Pine
- 1976 – Leo Kottke
- 1978 – Burnt Lips
- 1979 – Balance
- 1980 – Live in Europe
- 1981 – Guitar Music
- 1983 – Time Step
- 1983 – Voluntary Target
- 1986 – A Shout Towards Noon
- 1988 – Regards From Chuck Pink
- 1989 – My Father's Face
- 1990 – That's What
- 1991 – Great Big Boy
- 1994 – Peculiaroso
- 1995 – Leo Live
- 1997 – Standing in My Shoes
- 1999 – One Guitar, No Vocals
- 2002 – Clone (med Mike Gordon)
- 2004 – Try and Stop Me
- 2005 – Sixty Six Steps (med Mike Gordon)